# Vladimír Hobza
Vladimír Hobza (17. července 1892, Luka nad Jihlavou – ? Karlovy Vary 1959) byl český voják.
Na východní frontě padl do zajetí, po náboru nastoupil jako dobrovolník do formujících se čsl. legií, následně sloužil u Československé armády. Po ukončení 2. světové války se podílel během odsunu na masakrech německého obyvatelstva. Vojenskou kariéru zakončil v hodnosti generála.

## Životopis

### První světová válka
Po vypuknutí první světové války narukoval jako student medicíny v hodnosti desátníka k 4. pěšímu pluku Rakousko-uherské armády. Dne 23. 8. 1914 padl do zajetí, následně arestován v zajateckém táboře v Novonikolajevsku (15. 5. 1915), kde se během náboru přihlásil do tehdy se formujících čsl. legií (2. 7. 1916). Prvním velitelem „záložního praporu 1. čs. pěšího Pražského pluku”, jak tehdy zněl úřední název tohoto nového legionářského útvaru, se stal ruský plukovník Kaňukov, který byl i s tehdejším štábem praporu přidělen dočasně k formační komisi v Kyjevě. Od 12. 6. 1917 byl sídlem praporu a později i pluku tábor v Borispolu. Dne 13. 6. 1917 byli do praporu zařazeni první dobrovolníci, mezi nimi i vojín Vladimír Hobza, jmenován z rozkazu velitele plk. Kaňukova 8. 6. 1917 praporním lékařem. V letech 1918-1920 působil jako poručík zdravotní služby 2. jízdního pluku Sibiřské armády. V době pobytu na ruském (sovětském) území se oženil s Antonií (nar. 6. 3. 1893 Kurgan Tobolsk) a 7. 11. 1919 se mu v Krasnojarsku narodil syn Vladimír.
„Zprvu — po svém příchodu do Tjumeně zůstal celý pluk ve svých železničních vozech a teprve, když ubikace byly připraveny, přesídlil do města...Plukovní ošetřovnu umístil dosavadní dočasný plukovní lékař por. zdr. sl. Hobza Vladimír v Išimské ulici v domě Kulakova a zde jí od něho 4. XI. (1919) převzal kap. zdr. sl. dr. Karlík, nově ustanovený plukovní lékař. Por. Hobza vykonával u pluku i nadále službu a to jako mladší lékař (z rozk. 29).”
Československý legionář, 10.1.1930
Po návratu čsl. legií byl pluk ubytován nejprve v Českých Budějovicích a potom v Praze. Vladimír Hobza zůstal u československé armády. V červnu 1926 byl přemístěn z 10. jezdeckého pluku k 3. jezdeckému pluku, v březnu 1932 v hodnosti podplukovníka jmenován velitelem jezdecké školy v Pardubicích, v září 1935 v hodnosti plukovníka velitelem jezdeckého (dragounského) 5. pluku a v říjnu 1935 velitelem 8. jezdeckého pluku, kde zůstal až do roku 1937.
„Po válce postupně vyučoval na vojenských školách a velel několika jednotkám, naposled 7. dragounskému pluku v Hodoníně. Jen neutěšená mezinárodní situace ve 30. letech, kdy čs. armáda potřebovala důstojníky, zachránila Hobzu před propuštěním do civilu. Kvůli skandálním finančním problémům a alkoholizmu ho v armádě stíhal jeden trest za druhým.”
Promlčená genocida, 4. února 2013

### Druhá světová válka a působení v ČSLA
Za Protektorátu v roce 1939 byl poslán s roční rentou 46 200 Kčs a výchovným přídavkem pro své dvě dcery na dovolenou. Druhou světovou válku prožil s rodinou v Černovicích nedaleko Tábora. Za květnového povstání se v Praze utvořilo revoluční vojenské velitelství „Alex”, kterému podléhalo (mimo jiných velitelství a ozbrojených formací) také mobilizované krajské vojenské posádkové velitelství v Táboře, v čele s reaktivovaným plukovníkem Vladimírem Hobzou (12.-13. května 1945). Hobzův rozkaz veliteli posádky v Jindřichově Hradci z 13. 5. 1945 uváděl, že je ve stálém kontaktu s ministerstvy obrany a vnitra, od nichž měl ještě téhož dne obdržet příslušné směrnice. Dne 18. května 1945 převzal od velitele Josefa Hojdara rozpuštěnou partyzánskou skupinu „Táborité” a 23. května 1945 odjel s asi 200 muži do oblasti Českých Velenic, kde také okamžitě zahájil odsun německého obyvatelstva.
„První telegram byl 27. května 1945 odeslán na ministerstvo národní obrany a obsahuje oznámení o připravenosti «partizánů (!) k vyčištění Sudet» podepsané jejich velitelem plukovníkem Hobzou. Ten se v něm odvolává na přijatý rozkaz Okresního a Místního národního výboru v Jindřichově Hradci k «vyčištění» jindřichohradeckého pohraničí ve třech etapách, přičemž počítal s vysídlením první třetiny přítomných Němců již následujícího dne. Odpověď z Prahy na sebe nenechala dlouho čekat. Nikdo jiný než náčelník Hlavního štábu ministerstva národní obrany generál Bohumil Boček telegrafoval Hobzovi již příštího dne souhlas svého resortu s navrženými kroky. Boček si od Hobzy jen vyžádal, aby postupoval v souladu s národními výbory a ponechal na místě potřebný počet německých pracovních sil. Vysidlovací akce Hobzových «partizánů» poté v okrese Jindřichův Hradec 28. května skutečně začaly.”
Tomáš Staněk - Adrian von Arburg, Organizované divoké odsuny?
Podle historiků Tomáše Staňka a Adriana von Arburg vysídlily čety Hobzových partyzánů do Rakouska v období od 22. května 1945 jen z Vitorazska kolem „čtyř až pěti tisíc převážně národnostně nevyhraněných autochtonních obyvatel” (celkem do 9. června asi 28 500 vysídlenců z jihočeského a jihomoravského pohraničí). Během této vysídlovací akce došlo k mnohým masakrům německého obyvatelstva. Partyzáni jeho oddílu stáli za konkrétními popravami německých obyvatel ve Starém Městě pod Landštejnem, Dačicích, Jemnici nebo Vratěníně. Následně velel Hobza 16. divizi v Písku a 1. října 1945 byl povýšen do hodnosti brigádního generála a jmenován velitelem divize v Karlových Varech. Jeho nadřízení si stěžovali na jeho „nezodpovědnost, alkoholizmus a neustálé dluhy”. V říjnu 1946 převzal velení divize plukovník generálního štábu Josef Vrzáček a k 1. lednu 1947 byl brigádní generál Vladimír Hobza z Československé armády propuštěn do penze. Jeho roční důchod činil 80 000 Kčs. Svůj život dožil v Karlových Varech. Za spáchané zločiny nebyl potrestán.